# De Brekken
De Brekken is een meertje in de Friese gemeente De Friese Meren.
De Brekken ligt tussen de Langweerdervaart en de Fammensrakken, die een verbinding vormt met het Jentjemeer nabij de A7. Aan de zuidkant van de Brekken vormt De Kaai een verbinding met de Langweerderwielen.

## Naam
Brekken betekent zoveel als 'door het water gebroken land'. Soms wordt de naam De Brekken ook wel gebruikt als een samenvoeging van de Witte Brekken en Zwarte Brekken in het natuurgebied Witte en Zwarte Brekken en Oudhof, maar heeft gezien de ligging niks met dit meertje te maken.